# 2002년 이라크에 대한 군사력 사용 승인 결의안

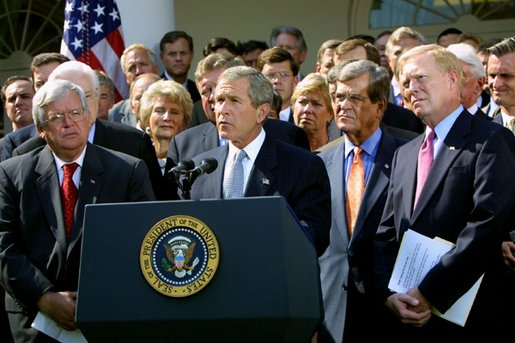
조지 W. 부시 대통령이 하원과 상원 의원들에게 둘러싸여 2002년 10월 2일 이라크에 대한 미군 사용 승인 공동 결의안을 발표하고 있는 모습

2002년 이라크에 대한 군사력 사용 승인 결의안(영어: Authorization for Use of Military Force Against Iraq Resolution of 2002, 비공식적으로는 이라크 결의안(Iraq Resolution)으로 알려짐)은 미국 의회가 2002년 10월에 통과시킨 공동 결의안으로, 공법 제107-243호로서 사담 후세인의 이라크 정부에 대한 미군 사용을 승인하여 훗날 이라크 자유 작전으로 알려진 작전이 시작되었다.

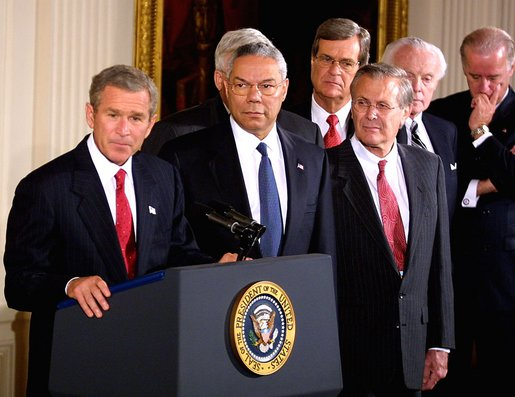
조지 W. 부시가 2002년 10월 16일 콜린 파월과 도널드 럼즈펠드를 옆에 두고 결의안에 서명하고 있다. 배경 오른쪽 끝에는 당시 상원의원이자 미래의 대통령인 조 바이든이 결의안에 찬성표를 던지고 있다.

## 내용
이 결의안은 이라크에 대한 군사력 사용을 정당화하는 많은 요인들을 인용했다.
- 이라크가 1991년 휴전 협정 조건을 준수하지 않은 것. 여기에는 유엔 무기 사찰단 방해 행위도 포함된다.
- 이라크가 "상당한 화학 및 생물 무기 능력을 계속 보유 및 개발하고 있으며", "핵무기 능력을 적극적으로 추구"하여 "미국의 국가안전보장과 페르시아만 지역의 국제 평화 및 안보에 위협"이 되는 것.
- 이라크의 "자국 민간인에 대한 잔혹한 탄압".
- 이라크가 "다른 국가와 자국민에게 대량살상무기를 사용할 능력과 의지"를 가지고 있는 것.
- 이라크가 조지 H. W. 부시 전 대통령에 대한 1993년 암살 시도와 1991년 걸프 전쟁 이후 비행금지구역을 집행하는 연합군 항공기에 대한 사격을 통해 미국에 대한 적대감을 보여준 것.
- 미국, 그 시민, 그리고 이익에 대한 공격, 특히 2001년 9월 11일에 발생한 공격에 대한 책임이 있는 조직인 알카에다 구성원들이 이라크에 있는 것으로 알려진 것.
- 이라크가 반미 테러리스트 조직을 포함한 "다른 국제 테러 조직을 계속 지원하고 은닉"하는 것.
- 이라크가 자살 폭탄 테러범 가족에게 포상금을 지급한 것.
- 의회와 대통령이 테러리스트들과 그들을 지원하거나 은닉한 자들을 상대로 싸우려는 노력.
- 헌법과 의회가 대통령에게 반미 테러리즘과 싸울 권한을 부여한 것.
- 이스라엘, 튀르키예, 쿠웨이트, 사우디아라비아 정부가 사담을 두려워하고 그를 권좌에서 제거하기를 원한 것.
- 1998년 이라크 해방법을 인용하여, 결의안은 사담 후세인 정권을 제거하고 민주적 대체 정부를 촉진하는 것이 미국의 정책이 되어야 함을 재차 강조했다.

이 결의안은 조지 W. 부시 대통령이 유엔 안전 보장 이사회를 통해 "이라크에 관한 모든 관련 안전 보장 이사회 결의안을 엄격히 집행"하고 "이라크가 지연, 회피, 불준수 전략을 포기하고 이라크에 관한 모든 관련 안전 보장 이사회 결의안을 신속하고 엄격히 준수하도록 안전 보장 이사회에 즉각적이고 결정적인 조치를 취하도록" 외교적 노력을 "지지"하고 "장려"했다.
이 결의안은 부시 대통령에게 "이라크가 제기하는 지속적인 위협으로부터 미국의 국가안전보장을 방어하고; 이라크에 관한 모든 관련 유엔 안전 보장 이사회 결의안을 집행"하기 위해 "필요하고 적절하다고 판단하는 대로" 미국 군대를 사용할 수 있는 권한을 부여했다.

## 통과
조지 W. 부시 대통령은 2002년 9월 12일 유엔 총회에서 이라크에 대한 결의안을 신속히 집행하도록 유엔 안전 보장 이사회에 요청하는 연설을 한 직후 의회에 승인을 요청했다.
부시 대통령의 요청에 따라 의회에 제출된 법안 중 대슐 상원의원과 로트 상원의원이 발의한 S.J.Res. 45는 이라크에서 무력 사용을 승인하는 원래 백악관 제안에 기초했으며, 해스터트 하원의원과 게파르트 하원의원이 발의한 H.J.Res. 114와 실질적으로 유사한 리버먼 상원의원이 발의한 S.J.Res. 46은 수정된 제안이었다. 헤이스팅스 하원의원이 발의한 H.J.Res. 110은 별개의 제안으로, 본회의에서 고려되지 않았다. 결국, 해스터트-게파르트 제안이 의회가 집중한 법안이 되었다.

### 전체 결의안의 통과
2002년 10월 2일 행정부의 제안과 함께 의회에 제출된 H.J.Res. 114는 2002년 10월 10일 목요일 오후 3시 5분(동부 표준시)에 하원을 296 대 133으로 통과했으며, 2002년 10월 11일 금요일 자정 직후 오전 12시 50분(동부 표준시)에 상원을 77 대 23으로 통과했다. 부시 대통령은 2002년 10월 16일에 이를 Pub.L. 107–243 제정 법으로 서명했다.

#### 미국 하원
| 당     | 찬성 | 반대 | 불참 |
| ------ | ---- | ---- | ---- |
| 공화당 | 215  | 6    | 2    |
| 민주당 | 81   | 126  | 1    |
| 무소속 | 0    | 1    | 0    |
| 총계   | 296  | 133  | 3    |

- 공화당 하원의원 223명 중 215명(96.4%)이 결의안에 찬성표를 던졌다.
- 민주당 하원의원 208명 중 81명(39.2%)이 결의안에 찬성표를 던졌다.
- 공화당 하원의원 223명 중 6명(<2.7%)이 결의안에 반대표를 던졌다: 던컨 (R-TN), 호스테틀러 (R-IN), 호튼 (R-NY), 리치 (R-IA), 모렐라 (R-MD), 폴 (R-TX).
- 민주당 하원의원 209명 중 126명(~60.3%)이 결의안에 반대표를 던졌다.
- 유일한 무소속 하원의원은 결의안에 반대표를 던졌다: 샌더스 (I-VT)
  - 오르티스 (D-TX), 로우케마 (R-NJ), 스텀프 (R-AZ) 하원의원은 결의안에 투표하지 않았다.

#### 미국 상원
| 당     | 찬성 | 반대 |
| ------ | ---- | ---- |
| 공화당 | 48   | 1    |
| 민주당 | 29   | 21   |
| 무소속 | 0    | 1    |
| 총계   | 77   | 23   |

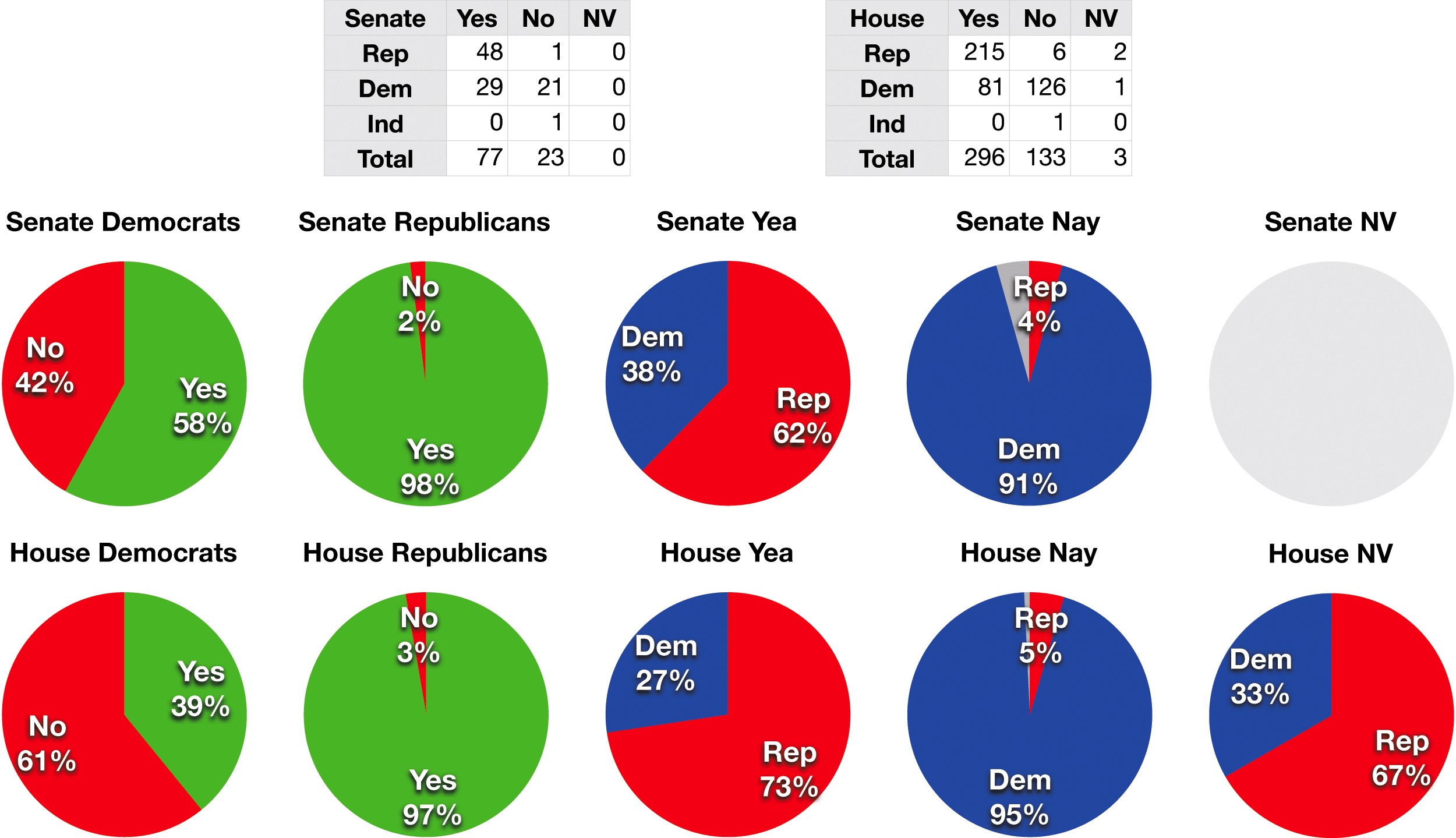
2002년 10월 의회의 상원 및 당별 최종 투표 결과

- 민주당 상원의원 50명 중 29명(58%)이 결의안에 찬성표를 던졌다. 찬성표를 던진 상원의원은 다음과 같다.

보커스 (D-MT),
베이 (D-IN),
바이든 (D-DE),
브레오 (D-LA),
캔트웰 (D-WA),
카나한 (D-MO),
카퍼 (D-DE),
클리랜드 (D-GA),
클린턴 (D-NY),
대슐 (D-SD),
도드 (D-CT),
도건 (D-ND),
에드워즈 (D-NC),
파인스타인 (D-CA),
하킨 (D-IA),
홀링스 (D-SC),
존슨 (D-SD),
케리 (D-MA),
콜 (D-WI),
랜드리우 (D-LA),
리버먼 (D-CT),
링컨 (D-AR),
밀러 (D-GA),
넬슨 (D-FL),
넬슨 (D-NE),
리드 (D-NV),
록펠러 (D-WV),
슈머 (D-NY),
토리첼리 (D-NJ).
- 민주당 상원의원 50명 중 21명(42%)이 결의안에 반대표를 던졌다. 반대표를 던진 상원의원은 다음과 같다.

아카카 (D-HI),
빙어먼 (D-NM),
복서 (D-CA),
버드 (D-WV),
콘래드 (D-ND),
코자인 (D-NJ),
데이턴 (D-MN),
더빈 (D-IL),
파인골드 (D-WI),
그레이엄 (D-FL),
이노우에 (D-HI),
케네디 (D-MA),
레이히 (D-VT),
레빈 (D-MI),
미컬스키 (D-MD),
머레이 (D-WA),
리드 (D-RI),
사베인스 (D-MD),
스태버나우 (D-MI),
웰스톤 (D-MN),
와이든 (D-OR).
- 공화당 상원의원 49명 중 1명(2%)이 결의안에 반대표를 던졌다: 체이피 (R-RI) 상원의원.
- 유일한 무소속 상원의원은 결의안에 반대표를 던졌다: 제포즈 (I-VT) 상원의원.

### 하원 결의안에 제출된 수정안

#### 리 수정안
대체 성격의 수정안으로, 유엔을 통해 이라크가 대량살상무기를 개발하지 않도록 무기 사찰 재개, 협상, 조사, 중재, 지역 협약 및 기타 평화적인 수단과 같은 메커니즘을 통해 해결하도록 미국이 노력해야 한다고 제안했다.
바버라 리 하원의원(D-CA)이 발의했다.
찬반 투표 결과 부결: 72 대 355

#### 스프랫 수정안
대체 성격의 수정안으로, 새로운 유엔 안전 보장 이사회 결의에 따라 이라크의 모든 대량살상무기, 장거리 탄도 미사일 및 그러한 무기와 미사일 생산 수단을 필요하다면 무력으로 제거하도록 미군 사용을 승인하는 것을 목적으로 했다. 대통령은 필요하다면 무력으로 이라크의 모든 대량살상무기, 장거리 탄도 미사일 및 그러한 무기와 미사일 생산 수단을 제거하기에 충분한 유엔 안전 보장 이사회 결의가 없는 경우, 미군 사용에 대한 의회의 승인을 구해야 한다고 요청했다. 후자의 경우 신속한 승인 심의를 규정했다.
존 스프랫 하원의원(D-SC-5)이 발의했다.
찬반 투표 결과 부결: 155 대 270

#### 하원 규칙 수정안
H.Res. 574 조항에 따라 채택된 것으로 간주되는 수정안
하원 규칙이 발의했다.
결의안 (H.RES.574)은 구두 투표로 합의되었다.

### 상원 결의안에 제출된 수정안

#### 버드 수정안
헌법적 권한이 영향을 받지 않으며, 이라크가 제기하는 기존 위협과 직접적으로 관련되지 않은 어떠한 추가 권한도 대통령에게 부여되지 않음을 법적으로 명시하기 위함이다.
로버트 버드 상원의원(D-WV)이 발의했다.
수정안 SA 4868은 찬반 투표 결과 14 대 86으로 부결되었다.
미국 군대 사용 승인의 종료일을 명시하고, 의회가 연장 불승인하지 않는 한 해당 날짜를 연장할 수 있는 절차를 제공하기 위함이다.
로버트 버드 상원의원(D-WV)이 발의했다.
수정안 SA 4869는 찬반 투표 결과 31 대 66으로 부결되었다.

#### 레빈 수정안
유엔 안전 보장 이사회의 새로운 결의에 따라 미국의 군대 사용을 승인하여 이라크의 대량살상무기, 핵무기 사용 가능 물질, 장거리 탄도 미사일 및 관련 시설을 파괴, 제거 또는 무력화하고, 기타 목적을 달성하기 위함이다.
칼 레빈 상원의원(D-MI)이 발의했다.
수정안 SA 4862는 찬반 투표 결과 24 대 75로 부결되었다.

#### 더빈 수정안
이라크가 제기하는 지속적인 위협 대신 이라크의 대량살상무기가 제기하는 임박한 위협을 다루도록 군대 사용 승인을 수정하는 것이다.
딕 더빈 상원의원(D-IL)이 발의했다.
수정안 SA 4865는 찬반 투표 결과 30 대 70으로 부결되었다.

## 법적 문제

### 미국 법
제1순회 항소법원은 2003년 침공의 합법성에 대한 검토를 거부했는데, 이는 성숙성 부족을 이유로 들었다.
2003년 초, 이라크 결의안은 침공을 막기 위해 법정에서 이의가 제기되었다. 원고들은 대통령이 전쟁을 선포할 권한이 없다고 주장했다. 최종 판결은 미국 제1순회 항소법원의 3인 판사단으로부터 나왔는데, 그들은 이 사건을 기각했다. 린치 판사는 판결문에서 사법부는 대통령과 의회 사이에 완전히 발전된 갈등이 있거나 의회가 대통령에게 전쟁 선포에 대한 "절대적 재량권"을 부여하지 않는 한 개입할 수 없다고 썼다.
침공의 합법성에 대한 사법적 검토를 확보하려는 유사한 노력들은 다양한 재판가능성을 이유로 기각되었다.

### 국제법
대부분의 국제법 학자들은 이 전쟁이 불법적인 침략 전쟁이라고 주장했으며, 유엔 사무총장 코피 아난은 2004년에 이 침공이 불법이며 "유엔 헌장에 부합하지 않는다"고 밝혔다.

#### 유엔 안전 보장 이사회 결의
2003년 이라크 침공의 국제법상 합법성에 대한 논쟁은 유엔 결의 1441호 (2002)의 모호한 문구를 중심으로 이루어진다. 유엔 헌장 제39조는 다음과 같이 명시하고 있다: "안전 보장 이사회는 평화에 대한 위협, 평화의 파괴 또는 침략 행위의 존재를 결정하고, 국제 평화 및 안전을 유지하거나 회복하기 위해 제41조 및 제42조에 따라 취해야 할 조치를 권고하거나 결정한다."
미국과 영국의 입장은 침공이 1990년까지 거슬러 올라가는 일련의 유엔 결의에 의해 승인되었으며, 유엔 안전 보장 이사회가 불법성에 대한 제39조 판정을 내리지 않았기 때문에 불법성은 존재하지 않는다는 것이다.
결의안 1441호는 이라크가 무기 사찰관과의 협력을 요구하는 유엔 결의 687호 (1991)에 따라 휴전의 "실질적 위반" 상태에 있다고 선언했다. 조약법에 관한 빈 협약은 특정 조건 하에서 당사국이 다자 조약을 정지하기 위해 "실질적 위반"을 주장할 수 있다고 명시한다. 따라서 미국과 영국은 이라크가 쿠웨이트를 침공한 후 원래 무력 사용을 승인했던 유엔 결의 678호 (1990)의 권한에 따라 결의안 687호의 휴전을 정지하고 이라크에 대한 적대 행위를 계속할 권리를 사용했다고 주장한다. 이는 1998년 사막의 여우 작전에 사용된 것과 동일한 주장이다. 그들은 또한 결의안 1441호가 유엔 안전 보장 이사회(UNSC)가 무기 사찰관의 보고서를 취합하고 평가하도록 요구했지만, UNSC가 조치 방안에 대해 합의하는 것이 필수적이지는 않았다고 주장한다. 만약 당시 이라크가 결의안 1441호를 위반했다고 판단된다면, 이 결의안은 "어떤 회원국도 이라크가 제기하는 위협으로부터 자신을 방어하기 위해 행동하는 것을 제약하지 않는다"고 명시했다. 미국 정부는 결의안 1441호와는 별도로, 이라크에 의해 조장된 테러리즘으로부터 자신을 보호하기 위한 선제적 자위권을 가지고 있다고 주장했다.
안전 보장 이사회 이외의 당사자가 이라크가 결의안 1441호를 위반했다고 판단할 수 있는지 여부는 여전히 불분명하다. 유엔 회원국들은 한 회원국이 전체 이사회를 위해 유엔 결의를 해석하고 집행할 수 없다고 언급했기 때문이다. 또한, 다른 국가들은 적대 행위를 시작하려면 두 번째 결의가 필요하다고 진술했다.

## 폐지
2021년 6월 17일, 하원은 2002년 결의안을 폐지하는 하원 결의안 256호에 268대 161로 찬성표를 던졌다. 민주당 하원의원 219명과 공화당 하원의원 49명이 폐지에 찬성했고, 공화당 하원의원 160명과 민주당 하원의원 1명이 폐지에 반대했다.
2021년 7월, 세 명의 상원의원, 크리스토퍼 머피, 마이크 리, 버니 샌더스는 과거 전쟁 승인을 폐지하고 새로운 절차를 수립할 S.2391, 2021년 국가 안보 권한 법안을 발의했지만, 한 상원의원이 위원회에서 익명에 가까운 보류를 걸어 폐기되었다. 하원의 동반 법안인 H.R.5410, 국가 안보 개혁 및 책임 법안에는 폐지 조항이 없었고(상원의원들의 폐지 시도를 막았다), 이 동반 법안 역시 위원회에서 익명에 가깝게 보류되어 폐기되었다.
2023년 3월 16일, 팀 케인 상원의원과 토드 영 상원의원이 발의한 1991년 및 2002년 AUMF를 폐지하는 법안(S. 316)이 상원에서 68대 27로 통과되었지만, 그 동반 법안인 H.R.932는 2023년 2월 9일부터 하원 외교 위원회에서 익명에 가까운 보류 상태에 있다.
2023년 7월 13일, 팀 케인과 토드 영은 1991년과 2002년 AUMF를 폐지하려는 추가적인 시도로 2024 회계연도 국방수권법(S.2226)에 S.Amdt.427을 제출했다. 그러나 그들은 법안이 상원을 통과할 때 제때 제출하지 않아 그들의 수정안에 대한 조치가 취해지지 않았고, 따라서 법적으로 기본적으로 제외되었다. 미국 대통령은 여전히 의회로부터 이라크에서 자신이 선택한 어떤 목표라도 공격할 수 있는 권한을 부여받고 있다.

## 같이 보기
- 2003년 이라크 침공
- 군사력 사용 승인
- 이라크 침공에 대한 영국 의회의 승인
- 지휘 책임
- 통킹만 결의
- 전쟁권
- 옳은 전쟁론
- 이라크 전쟁
- 이라크 전쟁의 합법성
- 2003년 이라크 침공의 정당성
- 이라크 전쟁 반대 의원 목록
- 이라크 전쟁의 근거
- 유엔
- 유엔 헌장
- 2003년 이라크 침공에 대한 견해
- 침략 전쟁
- 테러와의 전쟁